# Тинянов Юрій Миколайович
Ю́рій Микола́йович Тиня́нов (рос. Юрий Николаевич Тынянов; 6 жовтня (18 жовтня) 1894, місто Рєжиця, нині Резекне, Латвія — 20 грудня 1943, Москва, РРФСР) — російський письменник, літературознавець.

## Твори
- Літературознавці праці:
  - «Достоєвський і Гоголь» (1921),
  - «Проблема віршованої мови» (1924),
  - збірка «Архаїсти і новатори» (1929).
- Історико-біографічні романи:
  - «Кюхля» (1925),
  - «Смерть Вазір-Мухтара» (1927—1928) — про Олександра Грибоєдова,
  - «Пушкін» (частини 1—3, 1935—1943, не закінчив).
- Повісті та оповідання:
  - «Підпоручик Кіже» (1928),
  - «Воскова персона» (1931),
  - «Малолітній Вітушишников» (1933).

Подіям в Україні присвятив оповідання «Чернігівський полк чекає» (1932).

## Нагороди
Нагороджено орденом Трудового Червоного Прапора.